# Los Silos

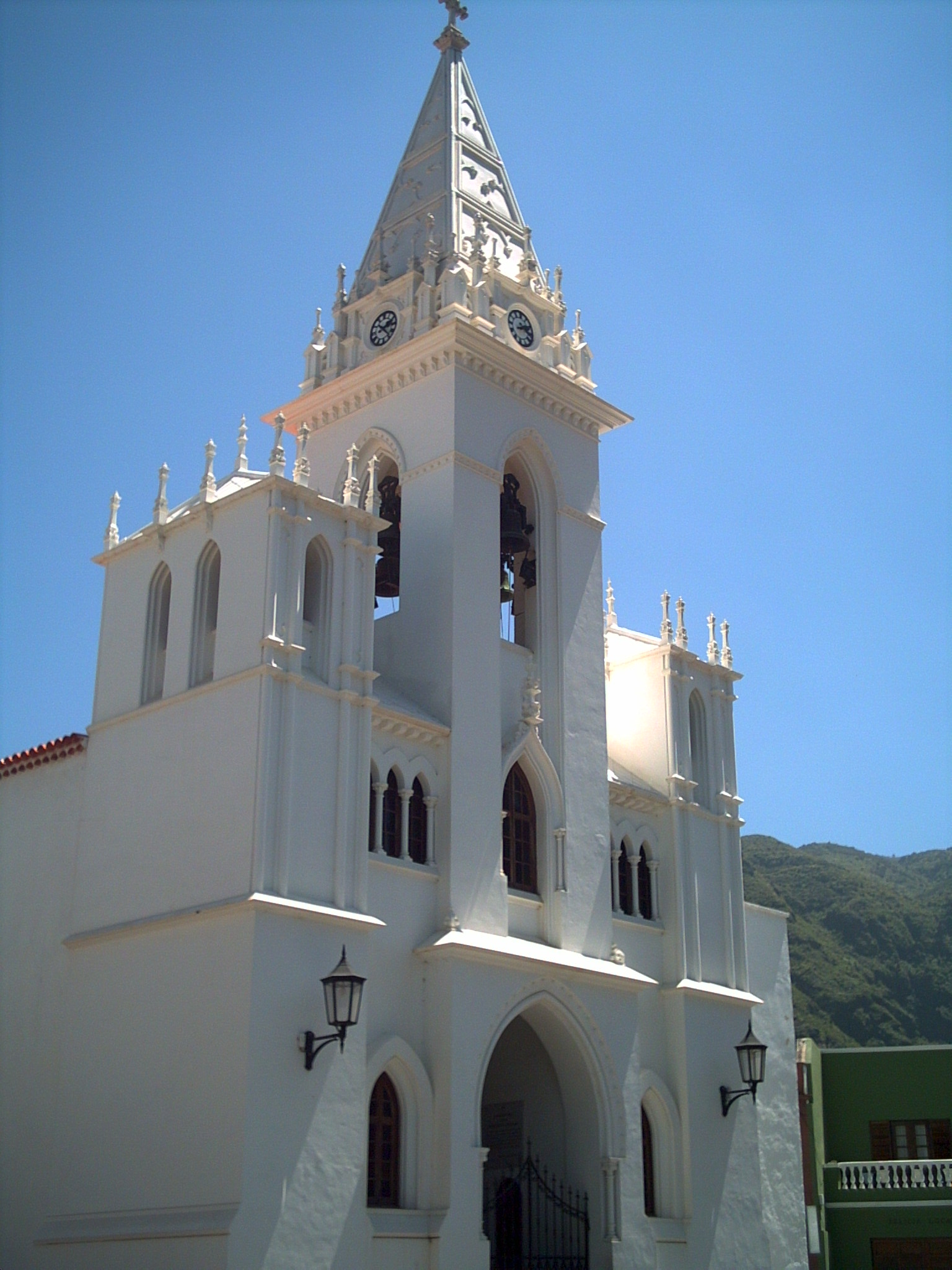
Église de Los Silos.

Los Silos est une commune de la province de Santa Cruz de Tenerife dans la communauté autonome des Îles Canaries en Espagne. Elle est située au nord-ouest de l'île de Tenerife.

## Géographie

### Localisation

Localisation de l'île de Tenerife dans les Îles Canaries.
Localisation de Los Silos dans l'île de Tenerife.

|                      | Océan Atlantique   |           |
| Buenavista del Norte | Los Silos          | El Tanque |
|                      | Santiago del Teide |           |

## Démographie
| Année | Population | Densité    |
| ----- | ---------- | ---------- |
| 1768  | 1.360      | 56,13/km²  |
| 1860  | 961        | 39,66/km²  |
| 1900  | 1.430      | 59,02/km²  |
| 1930  | 3.567      | 147,21/km² |
| 1950  | 4.690      | 193,56/km² |
| 1960  | 5.275      | 217,7/km²  |
| 1970  | 5.246      | 216,5/km²  |
| 1950  | 4.690      | 193,56/km² |
| 1981  | 5.228      | 215,76/km² |
| 1996  | 5.257      | 223,94/km² |
| 2001  | 5.150      | 214,6/km²  |
| 2002  | 5,426      | 223,94/km² |
| 2003  | 5.545      | 228,85/km² |
| 2004  | 5.547      | 234,25/km² |
| 2005  | 5.497      | 226,87/km² |
| 2009  | 5.254      | 216,84/km² |